# Antoni Krzywonos
Antoni Krzywonos (ur. 18 maja 1956, zm. 15 września 1998) – polski żużlowiec.
Sport żużlowy uprawiał w latach 1978–1987 w barwach klubu Stal Rzeszów.
Finalista młodzieżowych drużynowych mistrzostw Polski (1979 – IV miejsce). Finalista indywidualnych mistrzostw Polski (Zielona Góra 1982 – XVI miejsce). Finalista mistrzostw Polski par klubowych (Toruń – VI miejsce).